# Atarba (Atarbodes) argentata
Atarba (Atarbodes) argentata is een tweevleugelige uit de familie steltmuggen (Limoniidae). De soort komt voor in het Oriëntaals gebied.